# 吉川静夫
吉川 静夫（よしかわ しずお、1907年〈明治40年〉8月28日 - 1999年〈平成11年〉4月10日）は、日本の作詞家、詩人。

## 来歴
北海道札幌市生まれ、帯広市出身。北海中学（現：北海高等学校）、駒澤大学卒業。小学校の校長を経て、1936年（昭和11年）にキングレコードの「追分月夜」で作詞家デビュー。戦時中はヒット作に恵まれなかったが、戦後の1946年（昭和11年）に岡晴夫「青春のパラダイス」で復活。その後はビクター専属となり、津村謙「流れの旅路」、三浦洸一「落葉しぐれ」、三沢あけみ「島のブルース」、青江三奈「長崎ブルース」「池袋の夜」、森進一「女のためいき」、竹山逸郎「熱き泪を」などのヒット作を生んだ。
このほか、日本詩人連盟、作歌者協会、民謡芸術協会常任理事、音楽著作権協会理事、日本音楽著作家協会名誉会長などを務めた。
1999年4月10日、肝不全のため横浜市の病院で死去。享年91。

## 受賞
- 1970年、第5回日本詩人連盟賞 特賞（「池袋の夜」）
- 1978年、第20回日本レコード大賞20周年顕彰
- 1983年、第25回日本レコード大賞特別賞

## 代表曲
- 『青春のパラダイス』岡晴夫（昭和21年11月）福島正二作曲
- 『流れの旅路』津村謙（昭和23年7月）上原げんと作曲
- 『熱き泪を』竹山逸郎（昭和24年4月）東辰三作曲
- 『流れの船唄』竹山逸郎（昭和26年5月）吉田正作曲
- 『落葉しぐれ』三浦洸一（昭和28年9月）吉田正作曲
- 『十九の春』神楽坂浮子（昭和31年3月）清水保雄作曲
- 『島のブルース』三沢あけみ・和田弘とマヒナスターズ（昭和38年6月）渡久地政信作曲
- 『大利根仁義』橋幸夫（昭和39年10月）平川浪竜作曲
- 『八州喧嘩笠』橋幸夫（昭和40年3月）平川浪竜作曲
- 『すっ飛び野郎』橋幸夫（昭和40年4月）平川浪竜作曲
- 『女のためいき』森進一（昭和41年6月）猪俣公章作曲
- 『命かれても』森進一（昭和42年9月）猪俣公章作曲
- 『長崎ブルース』青江三奈（昭和43年7月）渡久地政信作曲
- 『ひとり酒場で』森進一（昭和43年7月）猪俣公章作曲
- 『和歌山ブルース』古都清乃（昭和43年9月）吉田正作曲
- 『池袋の夜』青江三奈（昭和44年7月）渡久地政信作曲
- 『夜の瀬戸内』青江三奈（昭和45年7月）渡久地政信作曲
- 『長崎未練』青江三奈（昭和46年6月）渡久地政信作曲
- 『日本列島・みなと町』青江三奈（昭和47年10月）渡久地政信作曲
- 『札幌の女』青江三奈（昭和48年7月）渡久地政信作曲
- 『小樽の灯』青江三奈（昭和51年）渡久地政信作曲
- 『流し唄』小畑実（昭和51年）渡久地政信作曲
- 『青いたそがれ』小畑実（昭和52年）渡久地政信作曲

### 校歌・応援歌など
- 駒澤大学第一応援歌『燃えよ闘魂』（昭和28年）、作曲:服部正
- 北海道本別高等学校 校歌[4]
- 『本別町歌』
- 『本別小唄』
- 東京都世田谷区立駒沢中学校 校歌（作曲:高田信一）